# ストレヌア (小惑星)
ストレヌア(1201 Strenua)は、小惑星帯の小惑星である。1931年9月14日にカール・ラインムートがハイデルベルクのケーニッヒシュトゥール天文台で発見した。当初は1931 RKという仮符号が付けられた。ラテン語で「勤勉、慎重」という意味のStrenuusから命名された。